# Johannes Thingnes Bø
Johannes Thingnes Bø (født 16. maj 1993 i Stryn) er en norsk skiskytte, der har vundet adskillige medaljer ved blandt andet OL og VM samt den samlede World Cup tre år i træk (2019-2021). Han er lillebror til Tarjei Bø, der ligeledes er skiskytte.
Johannes Bø fik sit første store gennembrud, da han som blot attenårig vandt tre guldmedaljer ved junior-VM i 2012, og året efter vandt han yderligere to guld- og én sølvmedalje ved junior-VM.
Han deltog første gang ved de olympiske vinterlege i 2014 i Sotji, hvor hans individuelle resultater ikke var prangende med en ottendeplads på 15 km massestart var hans bedste præstation. I herrernes stafet tog brødrene Bø og veteranen Ole Einar Bjørndalen de tre første ture for Norge, hvilket bragte holdet i spidsen, men Emil Hegle Svendsen på sidsteturen havde været syg op til konkurrencen, og han missede fire af sine skud, hvilket betød, at Norge røg ned på fjerdepladsen. Imidlertid blev russeren Jevgenij Ustjugov i februar 2020 fældet af dopingmisbrug, hvorved alle hans resultater fra 2013/14-sæsonen blev annulleret. Da han var med på det russiske vinderhold i stafetten i Sotji, ligger Norge egentlig til at blive rykket en tak op til bronzepladsen, men efter russerens appel af sin dom er dette ikke sket per marts 2021.
Ved sin første deltagelse i senior-VM i 2015 i Kontiolahti stemplede Johannes Bø for alvor ind i verdenseliten med guld på sprint-distancen samt sølv i herrernes stafet og bronze i mix-stafetten. Året efter på hjemmebane i Oslo vandt han guld i fællesstart og herrernes stafet samt bronze i mix-stafetten. VM 2017 i Hochfilzen vandt han tre sølvmedaljer i henholdsvis sprint, jagtstart og fællesstart.
Vinter-OL 2018 i Pyeongchang blev en stor succes for Bø. Her vandt han guld på 20 km, skønt han missede to skud og dermed fik to minutters straftid. Alligevel var han så hurtig, at sloveneren Jakov Fak på andenpladsen og østrigeren Dominik Landertinger på tredjepladsen ikke kunne følge med, skønt de skød fejlfrit. Desuden var han med til at vinde sølv i herrernes stafet, hvor nordmændene var næsten et minut efter de svenske guldvindere, men mere end et minut bedre end tyskerne på tredjepladsen, samt i mix-stafet, hvor holdet kom i mål omkring tyve sekunder efter de franske vindere, men seks sekunder foran italienerne på tredjepladsen.
De følgende sæsoner har vist, at Johannes Bø for alvor ligger i verdenstoppen. Ved VM i Östersund 2019 vandt han guld i sprint, mændenes stafet, mix-stafet og parstafet foruden sølv i jagtstart, ved VM i Altholz 2020 vandt han guld i fællesstarten samt mix- og partstafet og sølv i jagtstart, 20 km normaldistance samt mændenes stafet, og ved VM i 2021 i Pokljuka sikrede han sig guld i mændenes stafet og mix-stafetten samt sølv i parstafet og bronze i jagtstarten. Derudover har han vundet den samlede World Cup i sæsonerne 2018-2019, 2019-2020 og 2020-2021, hvor han i førstnævnte sikrede sig samlet seksten sejre, hvilket var rekord på den tid.